# Apomecyna longipennis
Apomecyna longipennis är en skalbaggsart som beskrevs av Thomson 1858. Apomecyna longipennis ingår i släktet Apomecyna och familjen långhorningar.
Artens utbredningsområde är:
- Angola.
- Gabon.
- Senegal.

Inga underarter finns listade i Catalogue of Life.